# نویهاوس ان در پگنیتس
نویهاوس ان در پگنیتس (به آلمانی: Neuhaus an der Pegnitz) یک شهر در آلمان است که در نورنبرگر لاند واقع شده‌است.